# Ernst Sellin

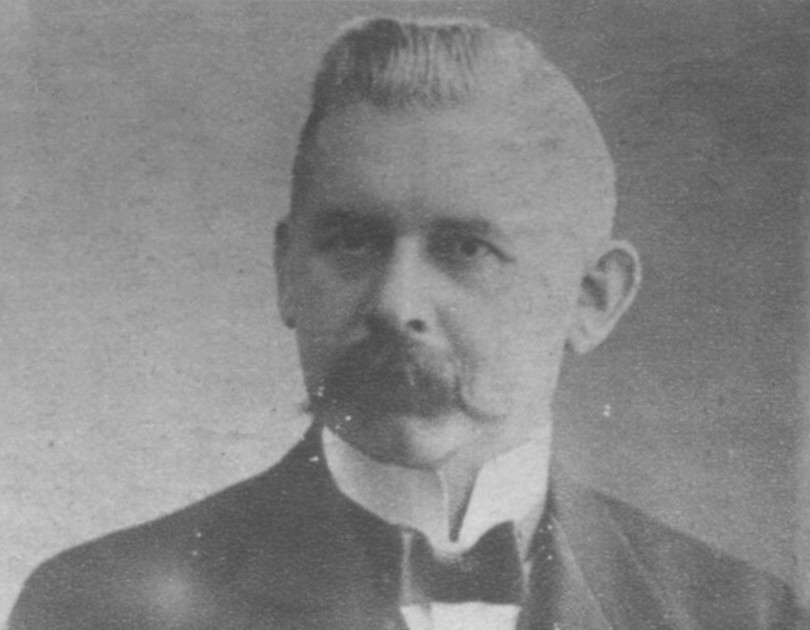
Ernst Sellin, 1918

Ernst Franz Max Sellin (* 26. Mai 1867 in Alt Schwerin, Mecklenburg-Schwerin; † 1. Januar 1946 in Epichnellen, Landkreis Eisenach, Thüringen) war ein deutscher evangelischer Theologe und Biblischer Archäologe. Als einer der ersten Hochschullehrer verband er die alttestamentliche Wissenschaft mit der Archäologie. Er lehrte als Professor für Altes Testament an den Universitäten Wien (1897–1908), Rostock (1908–1913), Kiel (1913–1921) und Berlin (1921–1935). 

## Leben
Ernst Sellin, ein Sohn des evangelischen Theologen und Pastors Wilhelm Sellin (1838–1931) und der Apothekertochter Ida, geb. Rötger (1844–1923), sowie Enkel Carl Wilhelm Sellins, wuchs in Dassow auf, besuchte die Lauenburgische Gelehrtenschule in Ratzeburg und studierte Evangelische Theologie und Orientalische Sprachen an der Universität Rostock, der Friedrich-Alexander-Universität Erlangen und der Universität Leipzig. In Leipzig wurde er 1889 mit einer Arbeit über Die verbal-nominale Doppelnatur der hebräischen Participien und Infinitive und ihre darauf beruhende verschiedene Construktion zum Dr. phil. promoviert.
Nachdem er in Leipzig und Erlangen die Studien fortgesetzt hatte, erwarb er 1890 in Erlangen den Grad eines Lizentiaten der Theologie mit einer in lateinischer Sprache verfassten Dissertation über die Psalmen. Vom 1. Oktober 1890 bis 1891 leistete er Militärdienst als Einjährig-Freiwilliger in Marburg. Von 1891 bis 1894 arbeitete er als Gymnasiallehrer am Friedrich-Franz-Gymnasium in Parchim. Anschließend war er Repetent und nach seiner Habilitation (Beiträge zur israelitischen und jüdischen Religionsgeschichte) 1895 bis 1897 Privatdozent in Erlangen. Sellin unternahm 1899 seine erste Reise ins Heilige Land, wo er die Stätte Tell Taʿannek mit dem biblischen Ort Taanach identifizierte, dessen Ausgrabung er später leitete.
Ab 1897 lehrte er zunächst als außerordentlicher und von 1899 bis 1908 als ordentlicher Professor für Altes Testament an der Universität Wien, wo er 1904/05 und 1908 Dekan der Evangelisch-Theologischen Fakultät war. Danach wechselte er nach Rostock (1908–1913), dann nach Kiel (1913–1921). Im Ersten Weltkrieg meldete er sich freiwillig und war er Soldat im Reserve-Jäger-Bataillon Nr. 18. Von 1919 bis 1921 war er zweimal Rektor der Christian-Albrechts-Universität zu Kiel. Seine letzte Station vor der Emeritierung war eine ordentliche Professur für Altes Testament an der Friedrich-Wilhelms-Universität Berlin (1921–1935). Er wurde mit Ehrendoktorwürden der Universität Leipzig (1899) und der University of St Andrews in Schottland (Doctor of Divinity, 1932) ausgezeichnet.
Sellin war ab 1895 verheiratet und hatte zwei Kinder (1904 und 1907 geboren).

## Werk und Wirkung
Sellin erkannte früh die Wichtigkeit der Archäologie in Bezug auf seine theologischen Arbeiten und leitete von 1902 bis 1904 die Ausgrabungen auf dem Tell Taʿannek in Palästina. Einen weiteren Schwerpunkt seiner Arbeit bildete die archäologische Erforschung der Stadt Jericho (Tell es Sultan) von 1907 bis 1909 und Sichem (Tell Balata) von 1913 bis 1914. Sellin veröffentlichte zahlreiche Werke, sein wichtigstes, das Lehrbuch Einleitung in das Alte Testament (1910; zuletzt 12. Auflage 1979 bearbeitet von Georg Fohrer), galt über Generationen als Standardwerk.
Sellin stellte Anfang des 20. Jahrhunderts die These auf, Mose sei als „Märtyrer“ von den Israeliten getötet worden. In seiner Studie Der Mann Moses und die monotheistische Religion stützt sich Sigmund Freud auch auf Erkenntnisse Sellins.
Sellin sei ein heute „zu Unrecht“ vergessener Alttestamentler, meinte Jan Assmann. Sigmund Freuds Mosesbuch sei „offenbar viel stärker von Sellin beeinflusst (…) als bisher angenommen“. An Sellins These von der Identität des leidenden Gottesknechts bei Deutero-Jesaja mit Mose knüpfte später Klaus Baltzer an. Ein Theologe, der sich auch im 21. Jahrhundert noch mit Sellin beschäftigt, ist Hermann Michael Niemann.

## Schriften (Auswahl)
- Beiträge zur israelitischen und jüdischen Religionsgeschichte, 1896
- Studien zur Entstehungsgeschichte der jüdischen Gemeinde, 1901
- Tell Taʿannek. Bericht über eine mit Unterstützung der kaiserlichen Akademie der Wissenschaften und des k. k. Ministeriums für Kultus und Unterricht unternommene Ausgrabung in Palästina, Wien 1904; Nachdruck in: S. Kreuzer (Hg.), Taanach / Tell Taʿannek. 100 Jahre Forschungen zur Archäologie, zur Geschichte, zu den Fundobjekten und zu den Keilschrifttexten, Wiener Alttestamentliche Studien 5, Wien-Frankfurt am Main 2006, 131–270. ISBN 978-3-631-55104-2
- Eine Nachlese auf dem Tell Taʿannek in Palästina, Wien 1906; Nachdruck in: S. Kreuzer (Hg.), Taanach / Tell Taʿannek. 100 Jahre Forschungen zur Archäologie, zur Geschichte, zu den Fundobjekten und zu den Keilschrifttexten, Wiener Alttestamentliche Studien 5, Wien-Frankfurt am Main 2006, 271–317. ISBN 978-3-631-55104-2
- Das Rätsel des deuterojesajanischen Buches, 1907
- Die israelitisch-jüdische Heilandserwartung, 1909
- Der alttestamentliche Prophetismus. A. Deichert’sche Verlagsbuchhandlung, Leipzig 1912.
- Jericho. Die Ergebnisse der Ausgrabungen, 1913 (mit Carl Watzinger)
- Einleitung in das Alte Testament, 1910, 12 Auflagen bis 1979 (bis 7. Aufl. 1935 aktualisiert von Sellin, danach von Leonhard Rost und Georg Fohrer).
- Mose und seine Bedeutung für die israelitisch-jüdische Religionsgeschichte, A. Deichersche Verlagsbuchhandlung Dr. Werner Scholl, Leipzig, 1922

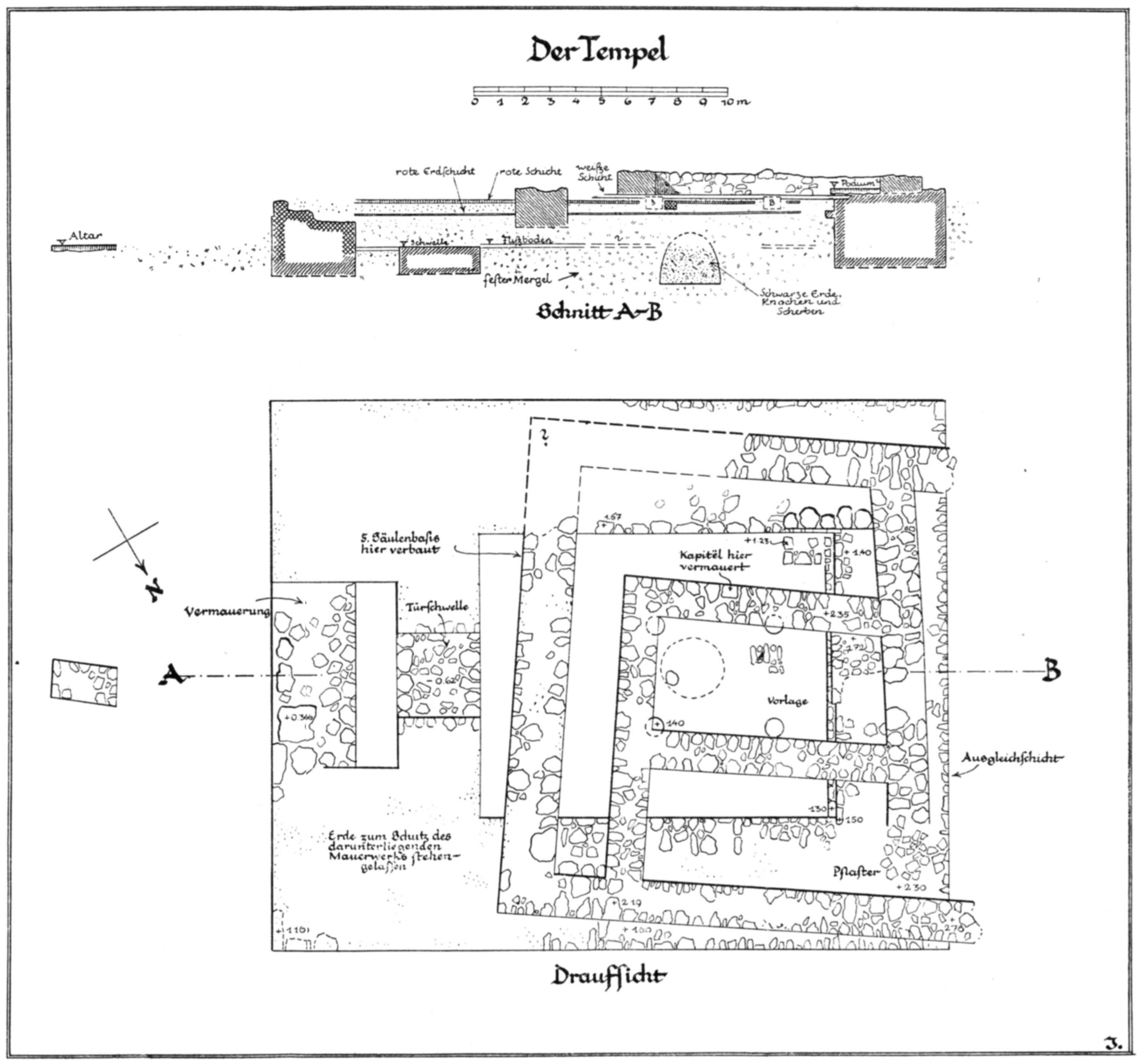
Die Ausgrabung von Sichem – Der Tempel (Frühjahr 1927)

- Die Ausgrabung von Sichem. Kurze vorläufige Mitteilung über die Arbeit im Frühjahr 1927
- Theologie des Altes Testaments, 1933
- Das Alte Testament im christlichen Gottesdienst und Unterricht, 1936